# Hanzhong
Hanzhong (cinese semplificato: 汉中; cinese tradizionale: 漢中; pinyin: Hànzhōng; Wade-Giles: Hanchung) è una città-prefettura situata nell'angolo sudoccidentale della provincia dello Shaanxi, nella Cina centrale. Nel 2006, la popolazione ammontava a circa 3,74 milioni di abitanti, distribuiti su un territorio municipale di 27 246 km².

## Storia
Chiamata in origine Nanzheng, la città è stata il centro della sovranità della dinastia Han. Dopo la caduta dei Qin durante il periodo dei 18 Regni, il leader militare Xiang Yu assegnò la città a Liu Bang, che si era proclamato primo imperatore della nuova dinastia. Durante il periodo dei tre regni, Hanzhong aveva una considerevole importanza strategica, in quanto si trovava al confine tra il regno di Cao Wei e quello di Shu Han.

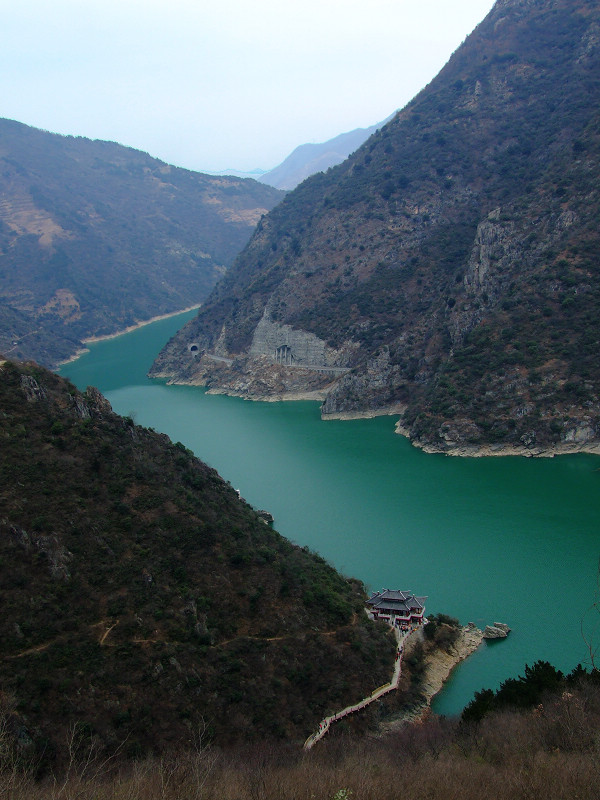
Il fiume Baohe attraversa Hanzhong

## Amministrazione
I poteri esecutivo, legislativo e giudiziario hanno sede nel Distretto di Hantai (汉台区), così come l'ufficio del PCC e della sicurezza pubblica.
| Mappa | Mappa               | Mappa  | Mappa          | Mappa              | Mappa      | Mappa          |
| ----- | ------------------- | ------ | -------------- | ------------------ | ---------- | -------------- |
|       |                     |        |                |                    |            |                |
| #     | Nome                | Hanzi  | Hanyu pinyin   | Popolazione (2004) | Area (km²) | Densità (/km²) |
| 1     | Distretto di Hantai | 汉台区 | Hàntái Qū      | 530.000            | 556        | 954            |
| 2     | Contea di Nanzheng  | 南郑县 | Nánzhèng Xiàn  | 550.000            | 2.849      | 193            |
| 3     | Contea di Chenggu   | 城固县 | Chénggù Xiàn   | 510.000            | 2.265      | 225            |
| 4     | Contea di Yang      | 洋县   | Yáng Xiàn      | 440.000            | 3.206      | 137            |
| 5     | Contea di Xixiang   | 西乡县 | Xīxiāng Xiàn   | 400.000            | 3.204      | 125            |
| 6     | Contea di Mian      | 勉县   | Miǎn Xiàn      | 420.000            | 2.406      | 175            |
| 7     | Contea di Ningqiang | 宁强县 | Níngqiáng Xiàn | 330.000            | 3.243      | 102            |
| 8     | Contea di Lueyang   | 略阳县 | Lüèyáng Xiàn   | 200.000            | 2.831      | 71             |
| 9     | Contea di Zhenba    | 镇巴县 | Zhènbā Xiàn    | 280.000            | 3.437      | 81             |
| 10    | Contea di Liuba     | 留坝县 | Liúbà Xiàn     | 50.000             | 1.970      | 25             |
| 11    | Contea di Foping    | 佛坪县 | Fópíng Xiàn    | 30.000             | 1.279      | 23             |

### Gemellaggi
- Turnhout

## Economia
Principalmente, Hanzhong vive di agricoltura e commercio. Sul territorio cittadino sono presenti diverse industrie leggere e, in particolar modo, segherie.

### Industria militare
Negli anni '60, è stata fondata ad Hanzhong la base di un programma militare, lo 012. Questo è responsabile del trasporto aeromobile militare e, inoltre, dei missili aria-aria.

## Geografia e clima
Hanzhong è situata nella parte sudoccidentale della provincia dello Shaanxi, vicino al confine con il Sichuan ed al centro esatto del bacino di Hanzhong, sul fiume Han. Situata a 500 m dal livello del mare, Hanzhong fa parte della zona climatica temperata umida (CWA, secondo la classificazione dei climi di Köppen). La posizione dei monti Qinling, a nord della città, modifica leggermente il clima della zona rispetto ad altri luoghi a latitudini simili situati nella piana dello Yangtze, ad esempio gli inverni sono meno rigidi, e le temperature minime del mese di gennaio sono solo al di poco minori della soglia del gelo. Nella stagione fredda può accadere qualche nevicata, tuttavia la neve è generalmente leggera e non rimane attaccata al suolo per troppo tempo. Le estati sono similmente temperate, con temperature massime che raggiungono a malapena i 30 °C. Le precipitazioni si concentrano nei mesi caldi, arrivando a circa 850 mm annui.
| Hanzhong                           | Mesi | Mesi | Mesi | Mesi | Mesi | Mesi | Mesi  | Mesi  | Mesi  | Mesi | Mesi | Mesi | Stagioni | Stagioni | Stagioni | Stagioni | Anno  |
| Hanzhong                           | Gen  | Feb  | Mar  | Apr  | Mag  | Giu  | Lug   | Ago   | Set   | Ott  | Nov  | Dic  | Inv      | Pri      | Est      | Aut      | Anno  |
| ---------------------------------- | ---- | ---- | ---- | ---- | ---- | ---- | ----- | ----- | ----- | ---- | ---- | ---- | -------- | -------- | -------- | -------- | ----- |
| T. max. media (°C)                 | 6,8  | 9,5  | 14,1 | 20,8 | 25,2 | 28,2 | 29,7  | 29,9  | 24,4  | 19,1 | 13,0 | 7,9  | 8,1      | 20,0     | 29,3     | 18,8     | 19,1  |
| T. min. media (°C)                 | 0,6  | 1,5  | 5,5  | 10,8 | 15,3 | 19,3 | 21,7  | 21,3  | 17,0  | 11,9 | 5,7  | 0,6  | 0,9      | 10,5     | 20,8     | 11,5     | 10,9  |
| Precipitazioni (mm)                | 8,7  | 10,1 | 31,6 | 57,0 | 94,0 | 97,5 | 175,2 | 125,4 | 139,5 | 73,5 | 32,0 | 8,2  | 27,0     | 182,6    | 398,1    | 245,0    | 852,7 |
| Giorni di pioggia                  | 5,2  | 5,5  | 9,1  | 10,5 | 11,7 | 12,5 | 13,8  | 11,1  | 13,1  | 12,4 | 8,0  | 5,0  | 15,7     | 31,3     | 37,4     | 33,5     | 117,9 |
| Umidità relativa media (%)         | 80   | 75   | 74   | 76   | 75   | 76   | 81    | 80    | 84    | 84   | 84   | 82   | 79       | 75       | 79       | 84       | 79,3  |
| Eliofania assoluta (ore al giorno) | 2,8  | 3,0  | 3,4  | 5,1  | 5,6  | 5,9  | 6,2   | 6,5   | 4,0   | 3,2  | 2,7  | 2,6  | 2,8      | 4,7      | 6,2      | 3,3      | 4,3   |

## Infrastrutture e trasporti

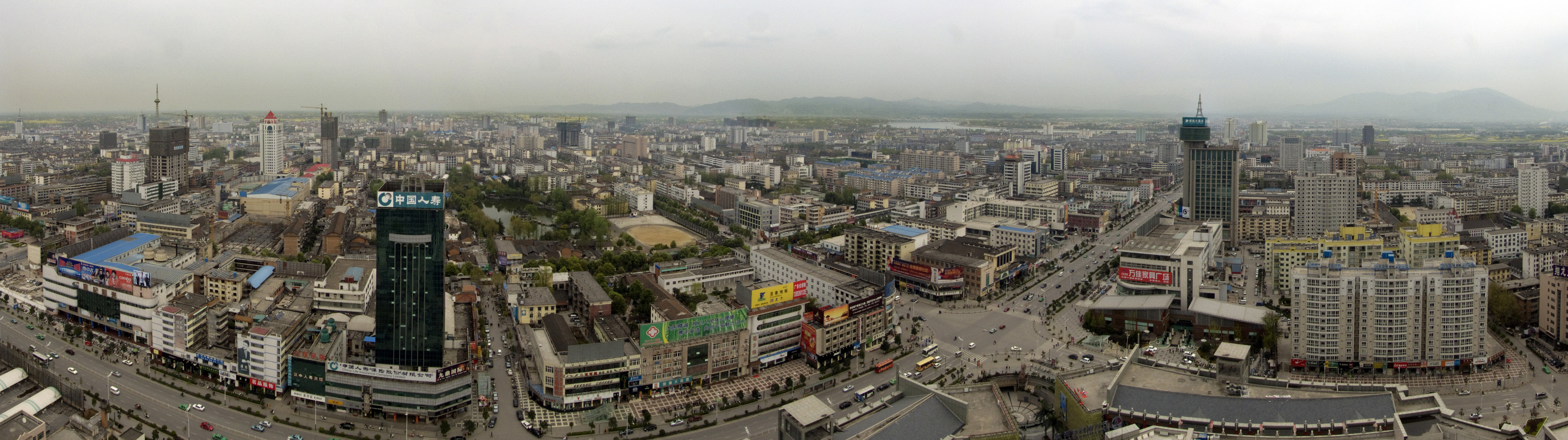
Panorama di Hanzhong

- Aeroporto di Hanzhong

## Istruzione
1. Shaanxi University of Technology

2. Scuola media di Hanzhong

3. Scuola media Shiyan di Hanzhong

4. Scuola elementare Qingnianlu di Hanzhong

## Monumenti e luoghi d'interesse
- Antica strada di tavole Baoxie, chiamata anche Strada Baoxie Road o Daogu. Si snoda per 120km, partendo da sud dalla contea di Baocheng di Hanzhong, fino ad arrivare a nord al Passo Xieyu, che si trova nella contea di Meixian di Baoji, sempre nella provincia dello Shaanxi.
- Piattaforma Baijiang
- Antico ponte Hutou